# Churchugudde Kaval, Chikmagalur
Churchugudde Kaval là một làng thuộc tehsil Chikmagalur, huyện Chikmagalur, bang Karnataka, Ấn Độ.